# Deptford Dockyard

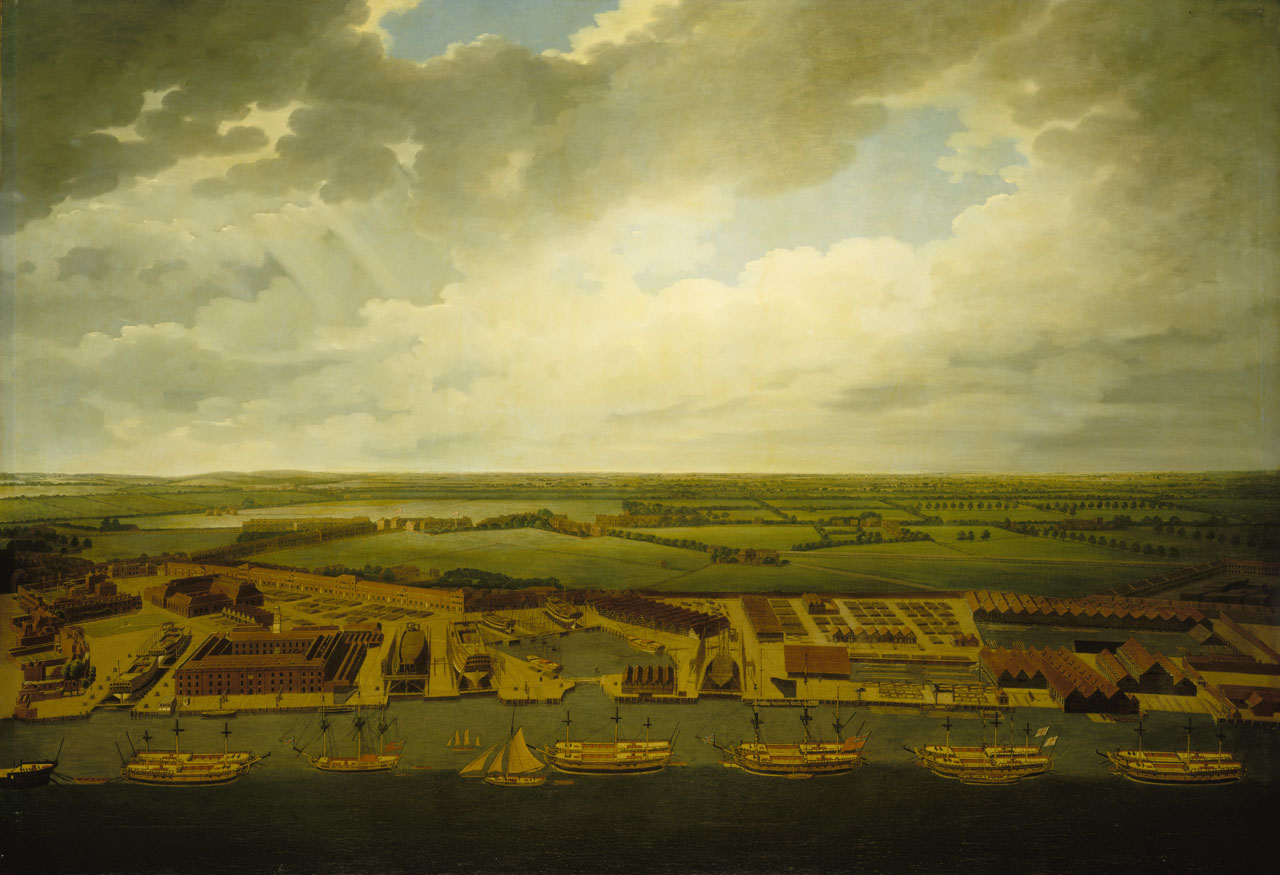
Deptford Dockyard (Joseph Farington, ca 1800)

Deptford Dockyard was een belangrijke scheepswerf en marinebasis in Deptford aan de rivier de Theems in Zuidoost-Londen. Van de zestiende tot de negentiende eeuw was de werf in gebruik door de Royal Navy. Deze bouwde en repareerde er 350 jaar lang oorlogsschepen. Vele belangrijke gebeurtenissen uit de Britse geschiedenis zijn ermee verbonden.

## Geschiedenis
De scheepswerf werd in 1513 opgericht door Hendrik III en was in de Tudor-periode de belangrijkste koninklijke werf. Ook in de daaropvolgende driehonderd jaar bleef het een van de toonaangevende Britse marinescheepswerven. Belangrijke nieuwe technologische en organisatorische ontwikkelingen werden hier uitgeprobeerd, waardoor Deptford werd geassocieerd met tal van zeehelden uit die tijd, onder wie Francis Drake en Walter Raleigh. In de zestiende en zeventiende eeuw groeide de werf snel. Het omvatte een groot gebied, diende een tijd als het hoofdkwartier van de marine-administratie en werd het belangrijkste depot van de Victualling Commissioners. Tsaar Peter de Grote bezocht de werf incognito in 1698 om de scheepsbouwtechnieken te leren. In de achttiende eeuw bereikte de werf zijn glorietijd. Uit die tijd dateren de schepen die door James Cook, George Vancouver en William Bligh werden gebruikt voor hun ontdekkingsreizen. Ook een aantal befaamde oorlogsschepen uit de tijd van Nelson werden in Deptford gebouwd.
De werf daalde in belang na de napoleontische oorlogen. De ligging stroomopwaarts aan de Theems maakte toegang moeilijk, en de ondiepe smalle rivier belemmerd navigatie van de grote nieuwe oorlogsschepen. De werf was grotendeels inactief na 1830, en hoewel er rond 1840 weer wat schepen gemaakt werden, moest de marine de werf in 1869 sluiten. De bevoorradingswerf die in de rond 1740 opgericht bleef in gebruik tot de jaren 60, terwijl de grond die werd gebruikt door de werf werd verkocht. Het gebied staat vandaag de dag bekend als Convoys Wharf.

## Galerij

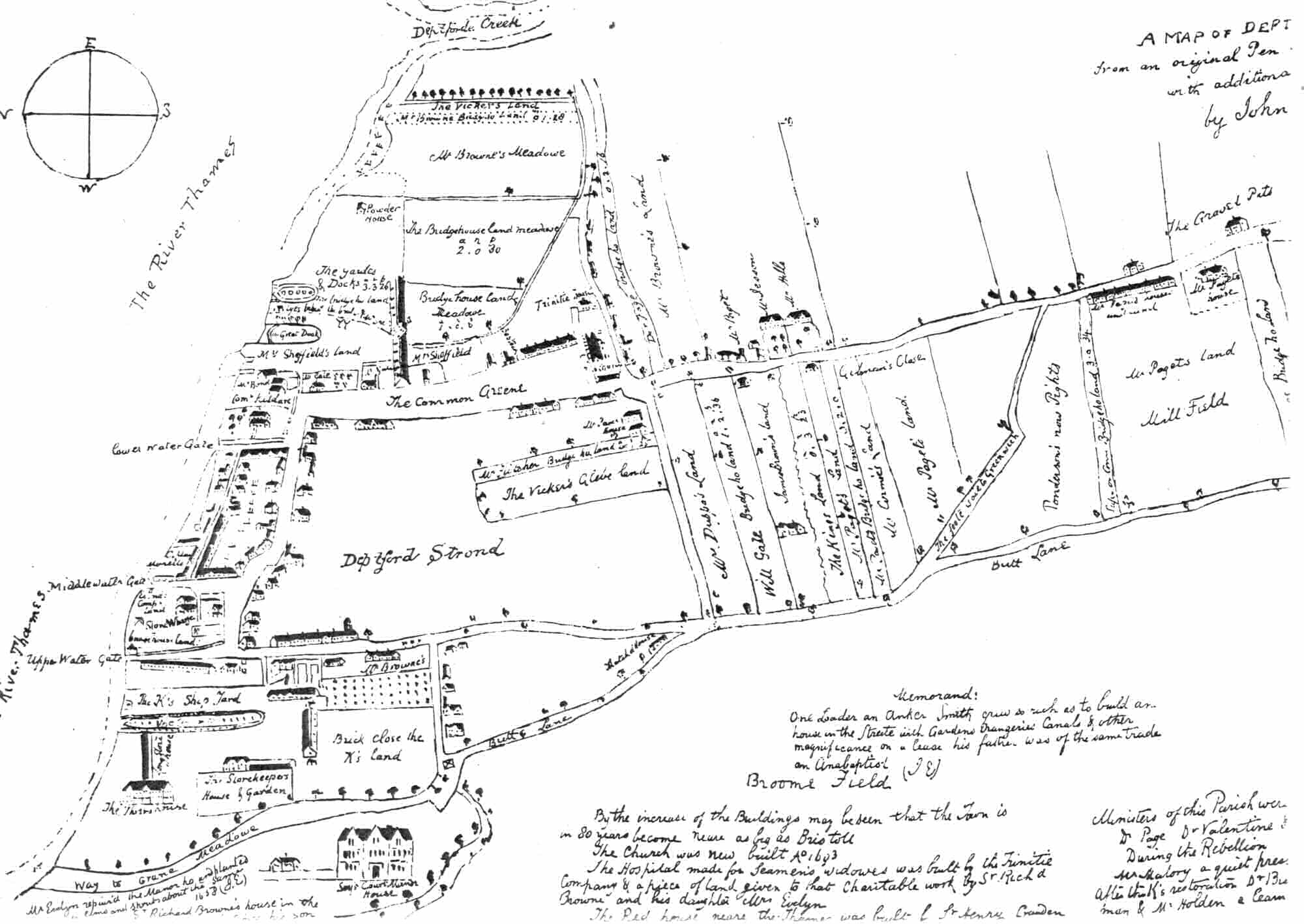
Het Deptfordgebied begin 17e eeuw. De aantekening "The K's Ship Yard" markeert de uitbreiding van Deptford Dockyard
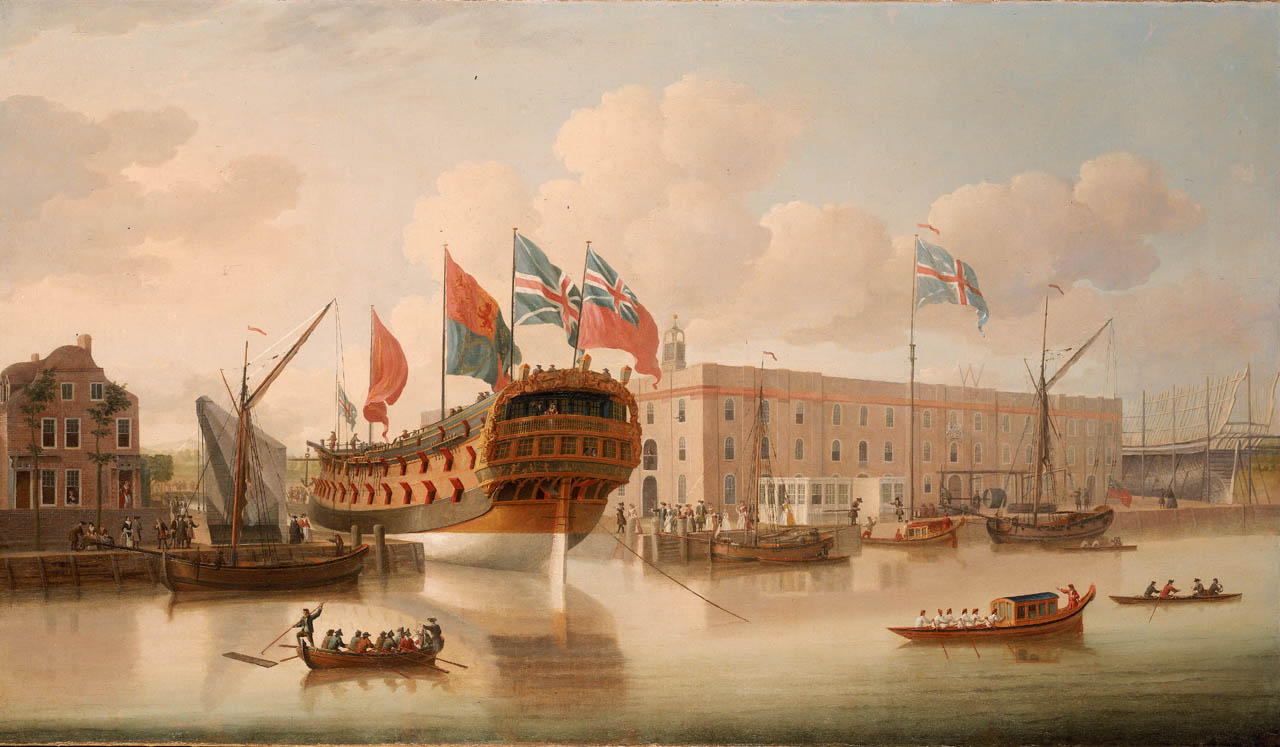
HMS St Albans wordt gelanceerd op de Theems in Deptford (John Cleveley the Elder, 1747)
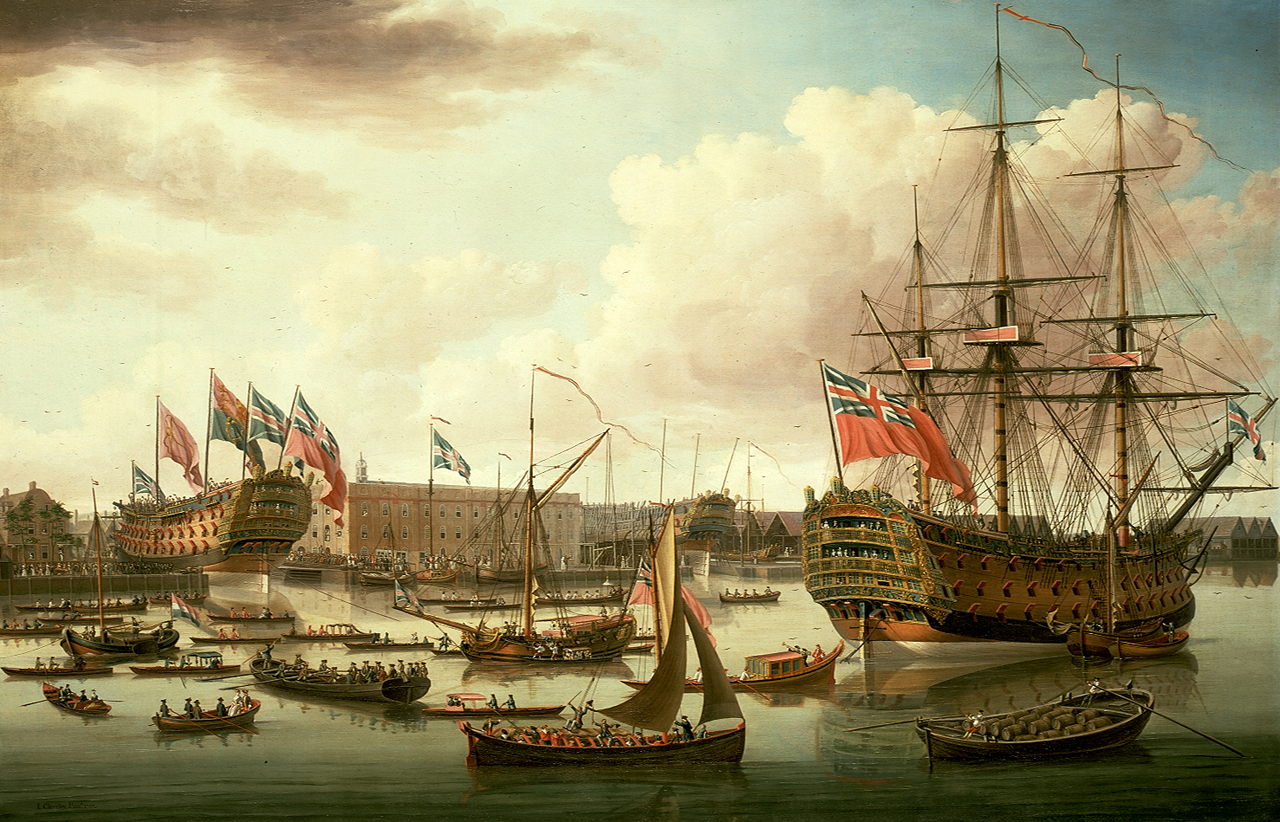
De werf in zijn hoogtijdagen: de tewaterlating van de HMS Cambridge (John Cleveley the Elder, 1757)
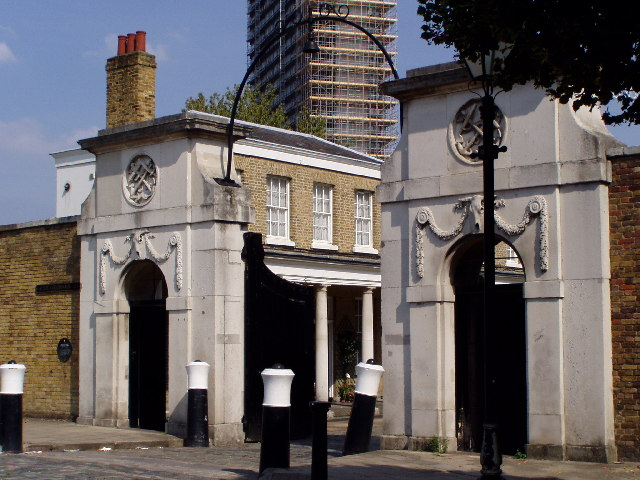
De overgebleven poorten van de voormalige bevoorradingswerf
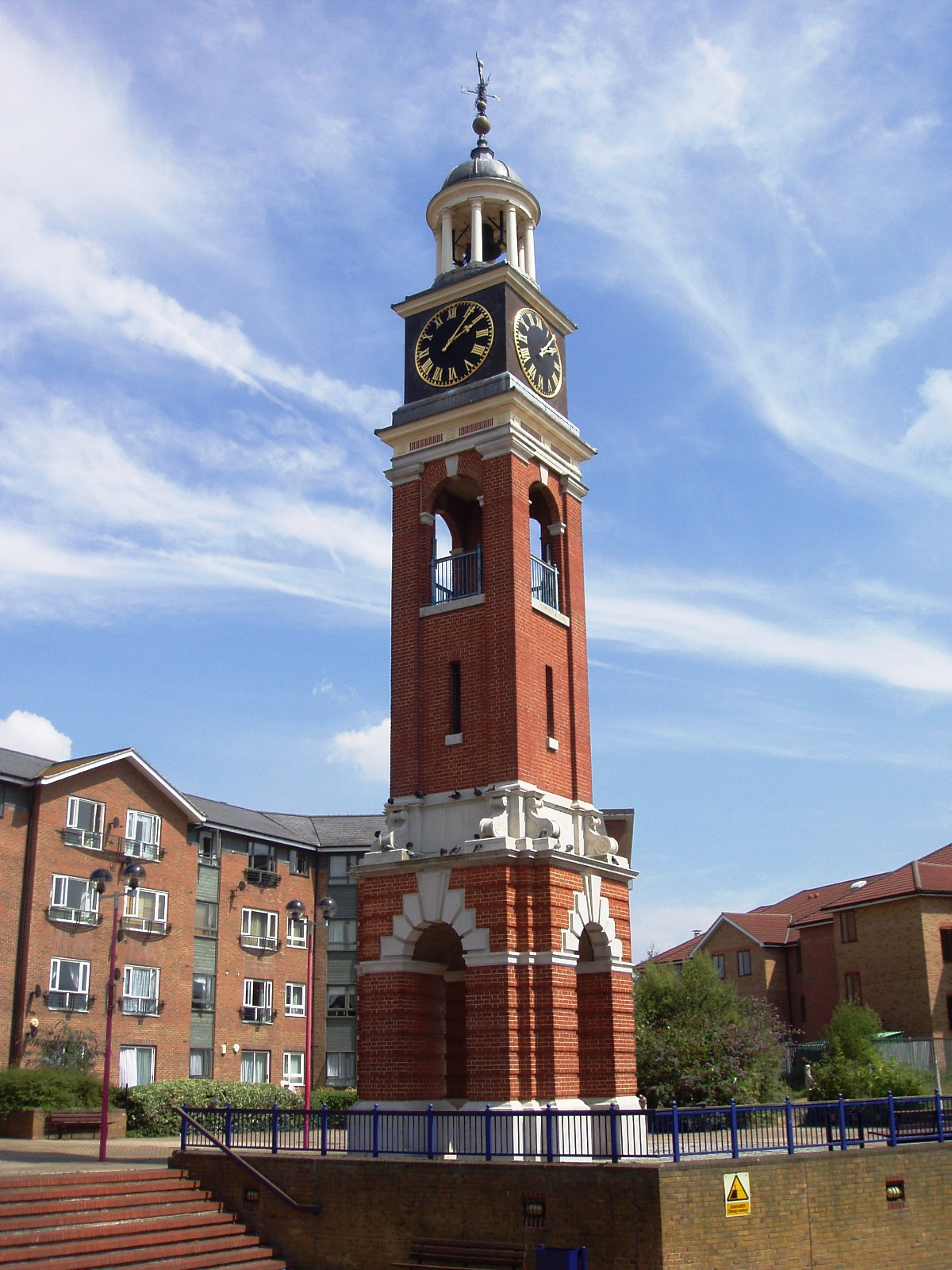
Klokkentoren van het oude Storehouse (1720), gesloopt in 1984, heropgebouwd in Thamesmead
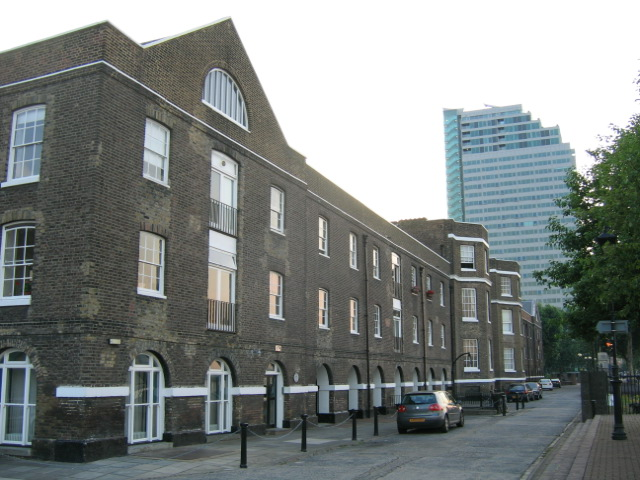
Voorgevel van de koninklijke bevoorradingswerf (nu appartementen)